# Acacia leucospira
Acacia leucospira är en ärtväxtart som beskrevs av John Patrick Micklethwait Brenan. Acacia leucospira ingår i släktet akacior, och familjen ärtväxter. IUCN kategoriserar arten globalt som livskraftig. Inga underarter finns listade i Catalogue of Life.